# Estrada de Ferro Caminho das Águas
A Estrada de Ferro Caminho das Águas (EFCA) é uma ferrovia turística para transporte de passageiros localizada no município brasileiro de Ipatinga, no interior do estado de Minas Gerais. Faz parte do complexo do Parque Ipanema e foi inaugurada em 12 de junho de 1999. Construída pela prefeitura de Ipatinga para uso exclusivamente turístico, seu trajeto de 2,6 km se situa na margem direita do ribeirão Ipanema, de onde se origina o nome da linha ferroviária. A Estação Pouso de Água Limpa, que integra o complexo, foi construída para o embarque e desembarque.
O caminho era feito com uma locomotiva a vapor (maria-fumaça) construída na Alemanha em 1937, que puxava dois carros de passageiros. O conjunto da Estrada de Ferro Caminho das Águas, incluindo a ferrovia, a Estação Pouso de Água Limpa e a maria-fumaça, foi tombado como patrimônio cultural municipal pelo decreto n° 1.727 de 4 de novembro de 1999, porém o trem turístico está sem funcionar regularmente desde o final de 2001.

## História e descrição

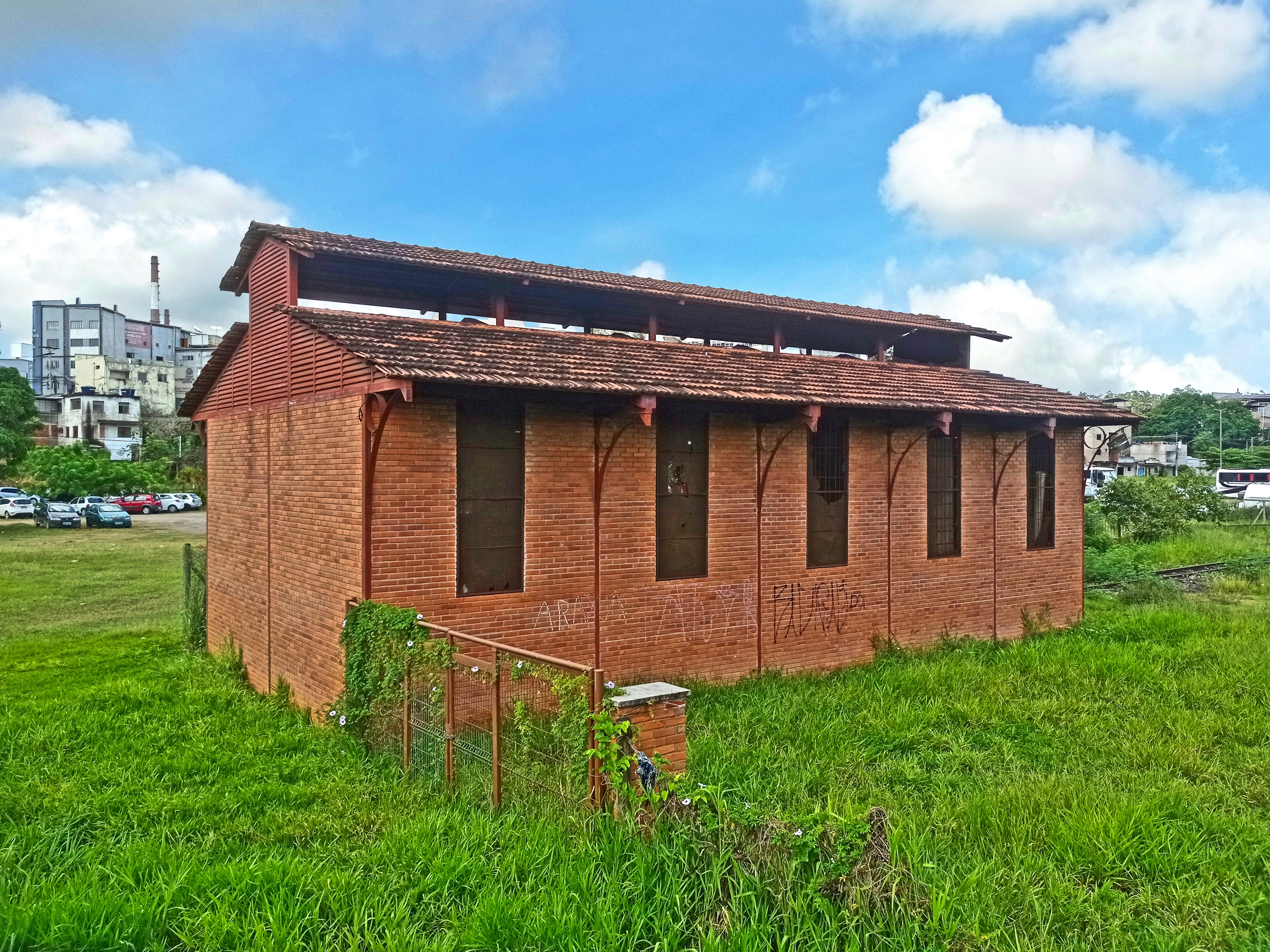
Oficina de manutenção da ferrovia, que corresponde ao seu quilômetro zero, em desuso em 2023.

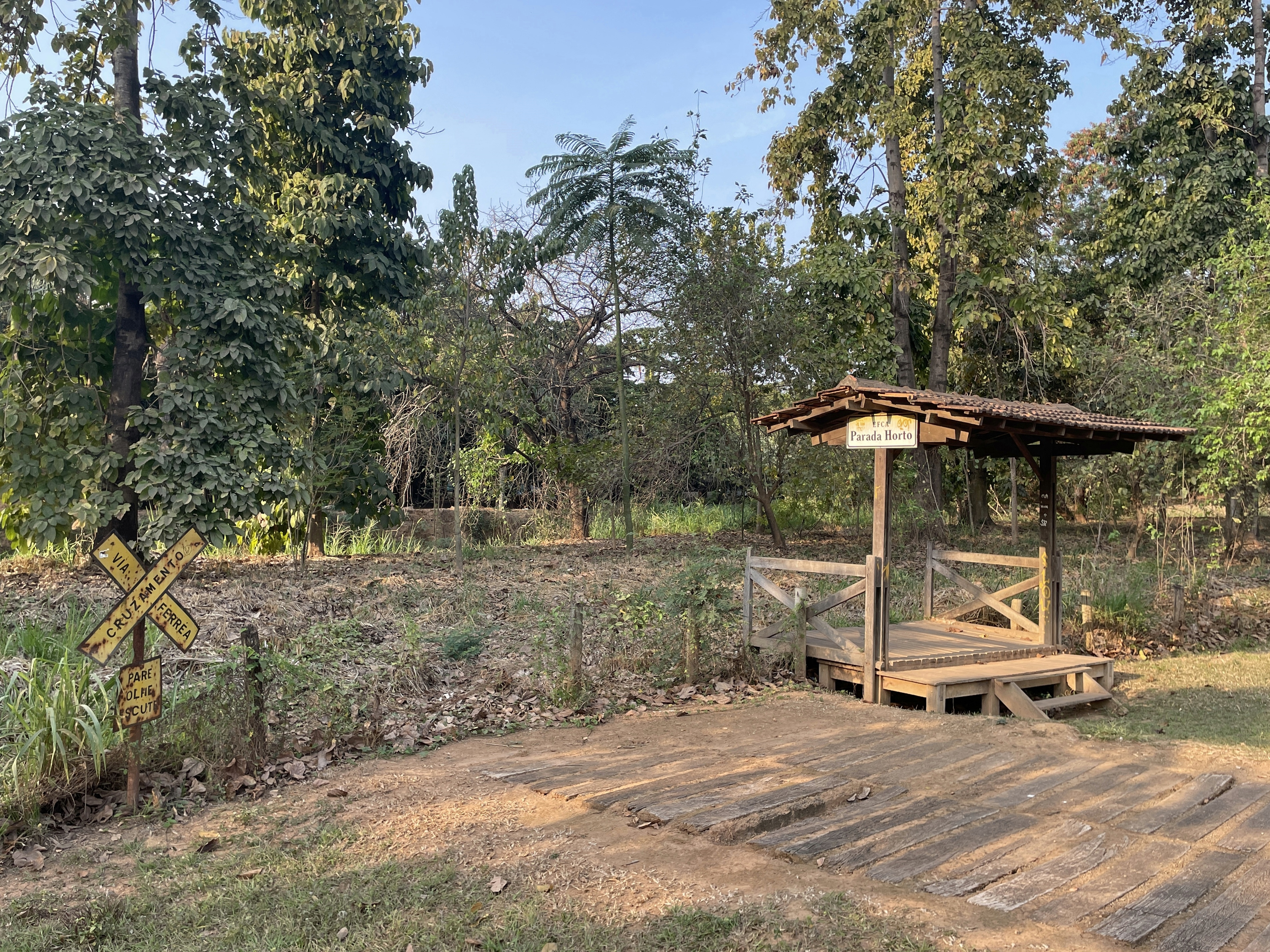
Plataforma da "Parada Horto" em desuso no Parque Ipanema (2024)

A ferrovia foi construída pela administração de Ipatinga dentro da continuidade da construção do Parque Ipanema, sendo uma referência à importância que o transporte ferroviário teve para o surgimento e desenvolvimento da cidade. A locomotiva a vapor a ser usada foi apresentada à população em 29 de abril de 1999, como parte das comemorações do aniversário da cidade, em evento que contou com a participação de Dom Lélis Lara, então bispo da Diocese de Itabira-Fabriciano.
As obras duraram cerca de 60 dias. Foi empregada bitola de 80 cm, incomum no Brasil, e os trilhos TR 37 foram adquiridos da Ferrovia Centro-Atlântica S.A.. O lastro usa escória de aciaria, como na Estrada de Ferro Vitória a Minas, enquanto que os dormentes aplicados foram de eucalipto. Nas duas extremidades da via férrea estão localizados desvios para manobras com giradores de 10 metros de diâmetro, sendo que o quilômetro zero corresponde à oficina de manutenção.
A inauguração ocorreu em 12 de junho de 1999, quando foram oferecidos passeios gratuitos. Somente nesse dia, pelo menos 600 passageiros passearam de trem. O embarque e desembarque era feito na Estação Pouso de Água Limpa, que está localizada no Novo Centro, no quilômetro 0,2 da estrada de ferro. Essa estação foi construída para atender à ferrovia, inspirada nas típicas estações ferroviárias mineiras, e seu nome se origina do significado de "Ipatinga" na língua tupi. Sua estrutura inclui bilheteria, sanitários, plataforma de acesso ao trem e torre com relógio. Após o embarque, o trem turístico seguia a margem do ribeirão Ipanema rumo ao interior do Parque Ipanema, na "Parada Horto", de onde retornava.
O caminho era feito com uma locomotiva a vapor 0-6-0 construída na Alemanha em 1937, movida à lenha e bagaço de cana-de-açúcar. Foi fabricada pela empresa Arn Jung Jungenthal e possui o número "7407" escrito na lateral. O veículo foi utilizado em plantações de cana-de-açúcar até 1978, sendo adquirido por José Mauro Cardoso Oliveira na década de 1980. Posteriormente, José Mauro emprestou a locomotiva para uso na Estrada de Ferro Caminho das Águas. A maria-fumaça puxava dois carros de passageiros construídos pela prefeitura de Ipatinga. Cada um comportava 34 pessoas sentadas. Os truques dos carros foram doados pela Associação Brasileira de Preservação Ferroviária (ABPF).

## Funcionamento
Quando o trem foi inaugurado, o passeio era feito a R$ 2,00 por passageiro, mas crianças menores de cinco anos não pagavam. No entanto, posteriormente o preço foi reduzido pela metade. Os passeios ocorriam aos sábados, domingos e feriados, com sete partidas nos dias de operação. Os bilhetes eram vendidos na Estação Pouso de Água Limpa, onde também acontecia a partida. Nos outros dias da semana, havia funcionamento para demandas especiais programadas, como para visitas de escolas. Entre novembro de 2000 e abril de 2001, as operações foram suspensas devido a obras da rede de esgoto no local, mas uma enchente do ribeirão Ipanema em dezembro de 2000 contribuiu para atrasar a reabertura após cobrir 1 km de trilhos com areia e terra.
Em 1999, funcionando de junho a dezembro, pelo menos 13 567 passageiros frequentaram o trem. Além do dia da inauguração, foram oferecidos passeios gratuitos no Dia das Crianças e em dois dias de dezembro nesse primeiro ano. Em 2000, foram 13 316 passageiros, com funcionamento de janeiro até novembro, porém quase 60% dos visitantes vieram em dias de passeios gratuitos. Já em 2001, durante o período em que a ferrovia operou, de abril a outubro, foram 9 542 passageiros, dos quais 43% em dias de passeios grátis.

## Desativação e manutenção

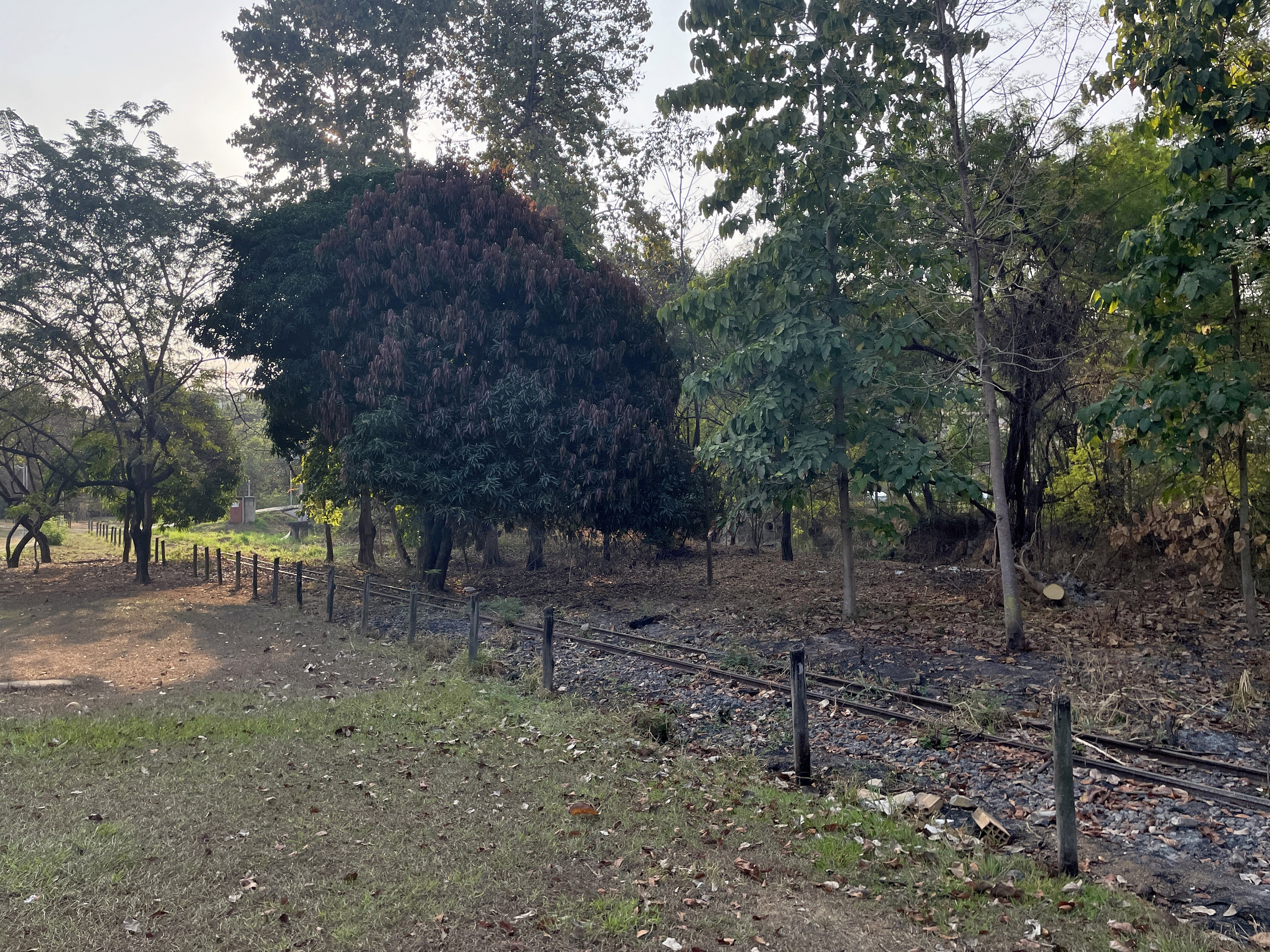
Metros finais dos trilhos da ferrovia no Parque Ipanema (2024)

O trem turístico deixou de operar de forma regular em outubro de 2001, após problemas técnicos. Mesmo depois da realização de manutenção, passou a funcionar somente em ocasiões especiais, como em comemorações do aniversário de Ipatinga. A locomotiva continuou a ser colocada em funcionamento de dois em dois meses para evitar a deterioração de seu estado. Entretanto, em diversos momentos as instalações da ferrovia e os trens foram vistos em estado de abandono. A estação, por exemplo, foi invadida algumas vezes por usuários de drogas.
Em 2014, a maria-fumaça foi levada para Pindamonhangaba, no estado de São Paulo, para ser restaurada, em uma parceria entre a prefeitura de Ipatinga e a Associação Brasil Arte Cultura e Cidadania. As intervenções duraram cinco meses e envolveram a troca da tubulação e equipamentos e testes para verificação de avarias e de segurança. Em 2015, houve a troca do telhado da Estação Pouso de Água Limpa, o restauro do relógio da torre da estação e reformas nos carros de passageiros. Entre 2017 e 2018, a estrada de ferro e a estação passaram por restauro, o que incluiu a troca das dormentes e da estrutura de madeira dos trilhos.
A administração municipal alega falta de recursos para a reativação da ferrovia no formato em que funcionou no passado, além da existência de demandas que fogem da expertise da prefeitura — como a contratação de um maquinista para a maria-fumaça, o que exigiria um treinamento longo em vista do funcionamento do veículo ser todo manual. Em 2021, enquanto as instalações permaneciam sem uso, a prefeitura divulgou que tinha intenção de concedê-las à iniciativa privada para reativá-las. A estação ainda recebe alguns eventos culturais programados pelo governo municipal e visitas guiadas.